# Palais Adelcrantz
Le palais Adelcrantz (en suédois : Adelcrantzska palatset) est un édifice du quartier de Norrmalm à Stockholm en Suède,.

## Présentation
Le palais a été conçu par l'architecte Carl Fredrik Adelcrantz dont il porte le nom et a été construit en 1755.
Il est situé à l'adresse 8 Karduansmakargatan.
Le bien est classé bleu par le Musée municipal de Stockholm, ce qui constitue la protection la plus forte et signifie « que le bâtiment est jugé comme ayant des valeurs culturelles et historiques particulièrement élevées ».

## Histoire
Selon le registre des bâtiments de la direction nationale du patrimoine de Suède, le palais Adelcrantzka est un exemple rare et bien conservé de palais urbain de style rococo. 
L'extérieur est réalisé selon le schéma de façade classique du palladianisme. 
L'intérieur est d'un style rococo haut de gamme d'inspiration française avec une disposition typique et un mobilier riche avec du parquet, des boiseries, des murs lambrissés, des plafonds voûtés en stuc et des portes françaises pleines avec des tympans peints.
Au cours de la conception urbaine de Norrmalm, le quartier de Björnen a été créé créé selon un plan hippodamien par l'urbaniste Clas Fleming au cours des années 1630 et 1650.
C'est probablement au cours de la période 1650-1675 que la partie la plus ancienne du palais d'Adelcrantz fut construite. Le bâtiment a été détruit lors de l'incendie de Klarabranden en 1751, mais a été reconstruit en 1753 selon les plans de l'architecte Carl Fredrik Adelcrantz. 
Du bâtiment du XVIIe siècle, la voûte de la cave et les murs de fondation subsistent aujourd'hui.
Les escaliers et les murs porteurs subsistent.
En 1758, Carl Fredrik Adelcrantz fut contraint de vendre la maison du quartier de Björnen en raison de problèmes financiers. Il vendit la maison au major général Pontus Fredrik De la Gardie. En 1806, le bâtiment principal est agrandi vers la cour au nord. Jusqu'à la fin du XIXème siècle, le bâtiment était une résidence privée. Par la suite, il a contenu des magasins et des locaux artisanaux.
Le palais appartient à l'État et est géré par l'administration des biens immobiliers de l'État suédois. Le palais Adelcrantz est classé Byggnadsminne depuis 1935.
De septembre 2018 jusqu'à l'été 2021, le palais a abrité le Premier ministre et une partie du cabinet tandis que Rosenbad a subi une rénovation complète.